# Revatal Station
Revatal Station (Revatal stasjon) var en jernbanestation på Tønsberg–Eidsfossbanen, der lå i Re kommune i Norge.
Stationen blev åbnet for trafik sammen med resten af banen 21. oktober 1901, tre dage efter den officielle indvielse. Oprindeligt hed stationen Rævetal, men den skiftede navn til Revatal i 1926. Banen blev nedlagt 1. juni 1938.
Stationsbygningen blev opført til åbningen i 1901. Bygningen eksisterer stadig som en af de eneste af banens stationsbygninger. Den fungerer nu som spisested. Den gamle jernbanetracé ved stationen benyttes af Fylkesvei 35.